# Ostrowiec (jezioro w powiecie drawskim)
Ostrowiec (niem. Borner See) – jezioro rynnowe w Polsce położone w województwie zachodniopomorskim, w powiecie drawskim, w gminie Drawsko Pomorskie.
Akwen leży na Pojezierzu Drawskim, nad północnym brzegiem znajduje się wieś Borne. Jezioro silnie porośnięte roślinnością wodną w dużym stopniu poddane procesowi eutrofizacji. Nie udostępnione do kąpieli.